# شکسپیر عاشق
شکسپیر عاشق (به انگلیسی: Shakespeare in Love) فیلمی است در ژانر درام و رمانتیک تولید سال ۱٩٩٨ است  که جایزهٔ اسکار بهترین فیلم را در سال ۱۹۹۹ به دست آورد. بخش عمدهٔ داستان این فیلم، ساختگی است ولی بخش‌های کوچکی از آن با حقایق زندگی شکسپیر منطبق است. این فیلم نامزد ۱۳ اسکار شد که موفق به کسب ۷ جایزه گردید.

## خلاصه داستان
در اواخر قرن ۱۶ در لندن نمایشنامه‌نویس فقیر و جوانی به اسم ویلیام شکسپیر مشغول کار بر روی آخرین نوشته‌اش «رومئو و ژولیت» می‌باشد. اما کار او کند پیش رفته و در واقع او هنوز نتوانسته حتی یک خط هم بنویسید. ویلیام در یک آزمایش برای انتخاب هنرپیشه نقش رومئو یک هنرپیشه جدید و با استعداد که پسر جوانی به اسم توماس است را انتخاب می‌کند. ویلیام پس از چندی دختر جوان و زیبایی به اسم ویولا را در همان خانه مجللی که توماس درآنجا زندگی می‌کند ملاقات می‌نماید. او به ویولا علاقه‌مند می‌شود واینامر او را ترغیب برای نوشتن داستانش می‌کند. اما بزودی او متوجه می‌شود که توماس همان ویولا است که با تغییر قیافه وارد نمایش شده‌است. ویولا قبلاً قول ازدواج به لرد سنگدل را داده و ملکه الیزابت نیز بر این ازدواج تأکید دارد اما عشق میان ویل و ویولا رفته رفته بسیار عمیق گشته و بنابراین مخفیانه به رابطه با هم ادامه می‌دهند و ویولا همچنان نقش رومئو را برای نمایش تمرین می‌کند.

## جوایز
- برنده اسکار بهترین فیلم
- برنده اسکار بهترین موسیقی غیر اقتباسی
- برنده اسکار بهترین طراحی لباس
- برنده اسکار بهترین طراحی هنری
- برنده اسکار بهترین فیلم‌نامه غیر اقتباسی
- برنده اسکار بهترین بازیگر نقش مکمل زن
- برنده اسکار بهترین بازیگر نقش اول زن
- کاندیدای اسکار بهترین چهره‌پردازی
- کاندیدای اسکار بهترین تدوین
- کاندیدای اسکار بهترین صدا
- کاندیدای اسکار بهترین فیلمبرداری
- کاندیدای اسکار بهترین کارگردانی
- کاندیدای اسکار بهترین بازیگر نقش مکمل مرد